# Анатомія кохання 2 (фільм, 2003)
«Анатомія кохання 2» (гінді ख्वाहिश, урду خواہش, Khwahish) — індійський фільм, знятий режисером Говіндом Меноном. Вийшов у прокат 6 червня 2003 року Головні ролі виконали Маліка Шерават і Хіманшу Малік. Незважаючи на те, що ця кінострічка була вкрай відвертою (за індійськими мірками того часу), все ж вона стала відомою завдяки своєму реалістичному сюжету з трагічним фіналом. «Анатомія кохання 2» — це ремейк голлівудського фільму «Історія кохання» (1970).

## Сюжет
Амар — багатий, впертий і серйозний чоловік, одного разу в магазині зустрічає Лекху — веселу, просту, чесну фермерську дочку. Під час навчання в коледжі молоді люди проводять багато часу разом і з часом взаємно закохуються. Амар робить дівчині пропозицію, але його батько проти одруження сина, поки той не закінчить навчання. Незважаючи на заборону, весілля все-таки відбудеться. Молодята щасливі, але незабаром виявляється, що у Лекхи лейкоз…

## У ролях
- Маліка Шерават — Лекха
- Хіманшу Малік — Амар Ранават
- Махмуд Бабай — Улхас, батько Лекха
- Шиваджи Сатхам — батько Амара

## Пісні
Автор музики Мілінд Чітрагупт. 
| #  | Назва                 | Виконавці               | Тривалість |
| -- | --------------------- | ----------------------- | ---------- |
| 1. | «Baila Baila»         | Аша Бхосле              |            |
| 2. | «Gungunati Hai»       | Аша Бхосле, Атал Чачан  |            |
| 3. | «Hum Dono Hain Khoye» | Аша Бхосле, Удит Нараян |            |
| 4. | «Jaaneman»            | Аша Бхосле, К.К.        |            |
| 5. | «Rang Raliyan»        | Аша Бхосле              |            |
| 6. | «Sapnon Mein»         | Аша Бхосле              |            |

## Критика
Таран Адарш дав фільму 1 зірку з 5, аргументуючи свою оцінку тим, що для прихильників романтичних історій у фільмі не вистачає емоцій, а от для пересічних глядачів на екрані замало оголеного тіла.